# 全国短期大学高等専門学校一覧
全国短期大学高等専門学校一覧（ぜんこくたんきだいがくこうとうせんもんがっこういちらん）は、文部省（現在は文部科学省）高等教育局技術教育課監修のもとに財団法人文教協会が年1回発行している出版物。その年度に学生受け入れをしていた全ての短期大学、高等専門学校について、学科、専攻科、短期大学の別科等を掲載している。また、廃止された短期大学及び高等専門学校も掲載されている。日本の短期大学全てを知る上での重要な参考文献となる。

## 概要
- 短期大学制度が発足した1950年度より毎年発行されてきた『短期大学一覧』（1980年度より『全国短期大学一覧』）と内容・構成が同類である。同記事のタイトルとして発行されたのは概ね1974年度であり、1985年度までは、旧来の『全国短期大学一覧』（1979年度までは『短期大学一覧』）と同時に発行されていたが、1986年からは、同タイトルに一本化されている。
- 国立短期大学・公立短期大学・私立短期大学の順に北海道から沖縄まで掲載されていた。また、募集停止中の短期大学は国立・公立・私立短期大学の各項目の最後に別掲載されている。

## 問題点
- ちなみに1987年度用の同書物では以下の問題点がある。
  - 大阪府立大学農業短期大学部の所在地が、南河内郡義原町北余部となっているが、これは美原町（現：堺市美原区）の誤りである。
  - 札幌短期大学や白百合短期大学の開学年が昭和35年（1960年）となっているが、これは其々昭和25年（1950年）の誤りである[1]
  - 滋賀県立農業短期大学の開学年が昭和27年（1952年）となっているが、これも昭和25年（1950年）の誤りである[1]
  - 天理大学女子短期大学部の設置学科覧には、生活科と保育科しか掲載されていないが、天理大学のホームページでは他に、外国語科・保健体育科・図書館科も設置されていた旨が記されている。

* 以上の問題点から、比較的新しい同書物では、すでに廃止になっている短期大学については、廃止時点での学科構成だけを取り上げられている程度で、廃止以前にすでに廃止され得た学科については、かなり大雑把な記述になっているケースが多いので、廃止の短期大学について詳細に調べるのならば、以前の年度に発行された『全国短期大学一覧』や『短期大学一覧』も参照にした方が良い。また、各短大が発行している年史資料を参考にするのも一考である。

## 関連書物
- 『全国学校総覧』
- 『全国短期大学一覧』：『全国短期大学高等専門学校一覧』と同じ形式内容で構成されている。
- 『教員養成課程認定大学短期大学一覧』（文部省大学学術局編）
- 『教員養成課程認定大学短期大学等総覧』（全国高等学校長協会）1969年度より発行